# Měřitelný prostor
Měřitelný prostor neboli borelovský prostor je v matematice základní objekt teorie míry. Sestává z libovolné neprázdné množiny a tzv. sigma-algebry na této množině. Měřitelný prostor poskytuje informace o tom, které množiny (podmnožiny neprázdné množiny) lze měřit. Měřitelný prostor určuje, které podmnožiny neprázdné množiny jsou měřitelné, ale na rozdíl od prostoru s mírou nedefinuje žádnou konkrétní míru.

## Definice
Měřitelný prostor je uspořádaná dvojice {\displaystyle (X,{\mathcal {A}})}, kde
- {\displaystyle X} je neprázdná množina,
- {\displaystyle {\mathcal {A}}} je {\displaystyle \sigma }-algebra na množině {\displaystyle X}.

## Příklad
Uvažujme množinu {\displaystyle X=\{1,2,3\}}, pak jedna z možných {\displaystyle \sigma }-algeber je
{\displaystyle {\mathcal {A}}_{1}=\{X,\emptyset \}} a {\displaystyle (X,{\mathcal {A}}_{1})} je měřitelný prostor,
další možnou {\displaystyle \sigma }-algebrou je potenční množina množiny {\displaystyle X}, tj.:
{\displaystyle {\mathcal {A}}_{2}={\mathcal {P}}(X)} a {\displaystyle (X,{\mathcal {A}}_{2})} je jiný měřitelný prostor.

## Měřitelné prostory
- Pokud {\displaystyle X} je konečná nebo spočetná množina, pak potenční množina množiny {\displaystyle X} je {\displaystyle \sigma }-algebrou, tj. {\displaystyle {\mathcal {A}}={\mathcal {P}}(X)}. Měřitelný prostor je pak {\displaystyle (X,{\mathcal {P}}(X))}.
- Pokud {\displaystyle X} je topologický prostor, pak {\displaystyle \sigma }-algebra může být borelovská množina {\displaystyle {\mathcal {B}}}, tj. {\displaystyle {\mathcal {A}}={\mathcal {B}}(X)}. Měřitelný prostor je pak {\displaystyle (X,{\mathcal {B}}(X))}, obvyklý pro všechny topologické prostory včetně množiny reálných čísel {\displaystyle \mathbb {R} }.

## Borelovské prostory
Termín borelovský prostor se používá pro různé typy měřitelných prostorů, může znamenat:
- jakýkoli měřitelný prostor, tj. být synonymem pro měřitelný prostor jak je definovaný výše[1],
- měřitelný prostor, který je borelovsky izomorfní s nějakou měřitelnou podmnožinou reálných čísel, která je borelovskou {\displaystyle \sigma }-algebrou[3].